# سونی سایبر-شات دی‌اس‌سی تی‌ایکس-۵
سونی سایبر-شات دی‌اس‌سی تی‌ایکس-۵ (به انگلیسی: Sony Cyber-Shot DSC TX-5) یک دوربین عکاسی ساخت شرکت سونی است.